# Texturas (canción)
Texturas es una canción del grupo musical de Argentina Soda Stereo, incluida en el álbum de estudio titulado Dynamo de 1992. Escrita y producida por los tres integrantes del grupo.

## Música
La canción se caracteriza por ser violenta y plagada de riffs y guitarras distorsionadas con un riff principal en la mayor. Es la última canción del álbum de estudio Dynamo y termina con una cinta rebobinando de manera muy peculiar.

## Apariciones en vivo
La realizó en vivo en la gira Me verás volver en 2007 y en la Gira Dynamo durante 1992 y 1993 (solo en algunos conciertos).